# Tigerair Mandala
Pour les articles homonymes, voir Mandala (homonymie).

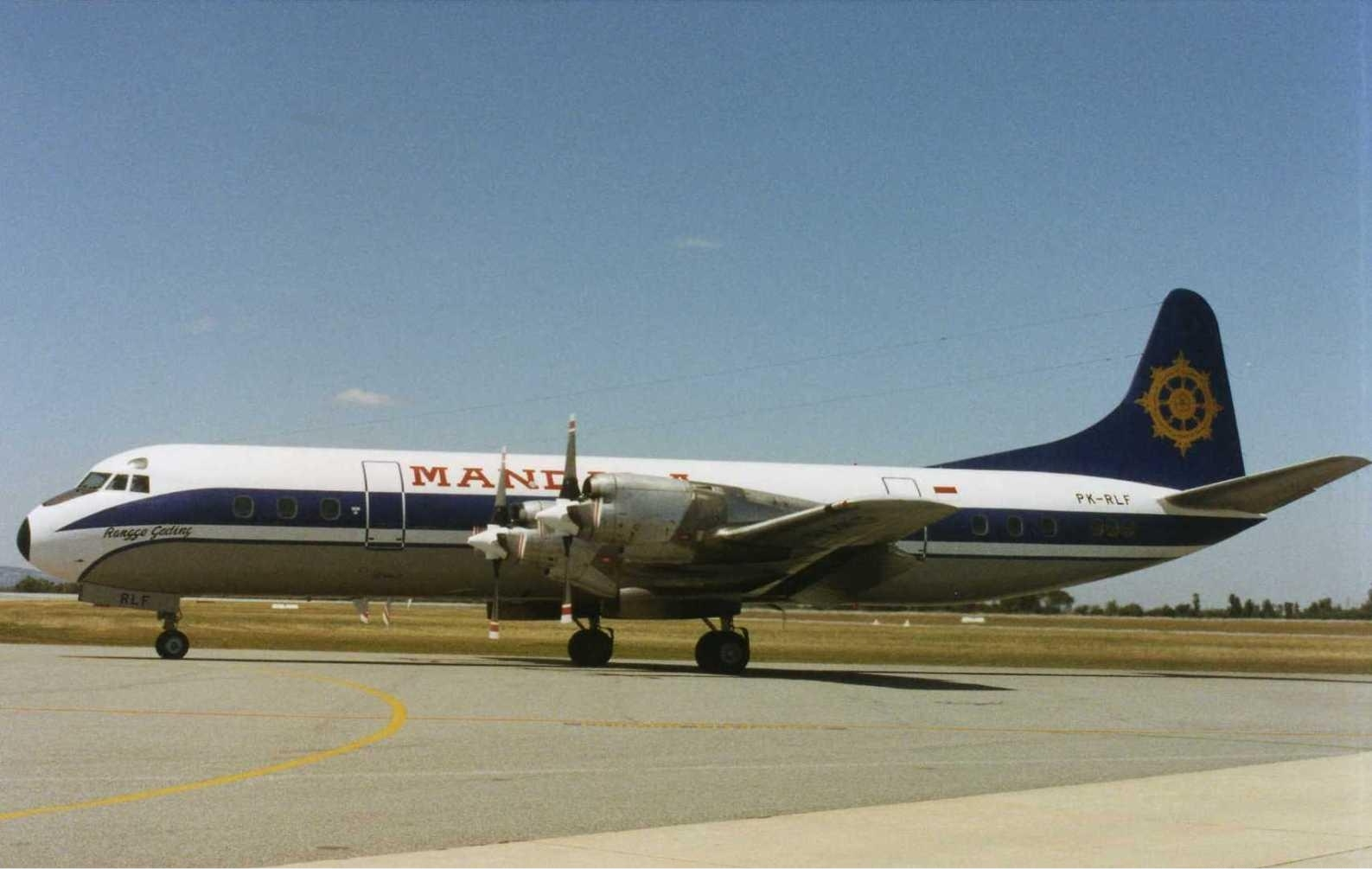
Un Lockheed L-188A Electra de Mandala sur l'aéroport de Perth au début des années 1990

Tigerair Mandala, anciennement Mandala Airlines, est une compagnie aérienne intérieure indonésienne basée à Jakarta. Créée en 1969 par une fondation gérée par l'armée de terre indonésienne, c'est une des plus anciennes compagnies aérienne privées du pays. Depuis 2005, elle appartient au groupe indonésien Cardig International, spécialisé dans le transport.
Le nom de la compagnie vient du symbole du mandala dans l'hindouisme et le bouddhisme.
En 2004, Mandala était la 4e compagnie sur le marché intérieur indonésien, dont elle détenait un peu plus de 9 %. Deux ans plus tard, elle n'occupait plus que le 8e rang, avec un peu moins de 5 % du trafic.
Dans le cadre d'un plan de rajeunissement de sa flotte, la compagnie a annoncé une commande ferme de 25 Airbus A320 lors du Salon du Bourget de 2007.
Cependant les difficultés financières persistantes ont imposé une première restructuration au cours de l'année 2010 où la compagnie rend 4 de ses A320 en location.
Le 13 janvier 2011, la compagnie en difficulté, a suspendu ses opérations pour 45 jours pour se restructurer. Détenue par Tiger Airways maintenant, la compagnie lance un low cost Jakarta Bangkok en août 2012.

## Histoire

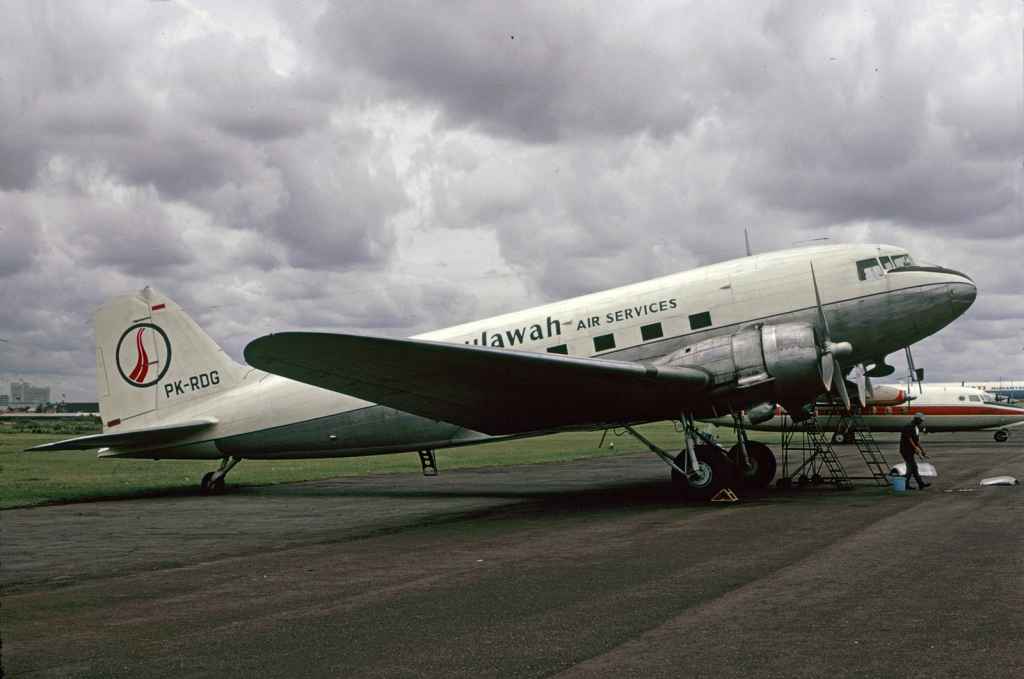
Un Douglas DC-3 de Seulawah Air Services sur l'ancien aéroport de Kemayoran de Jakarta en 1973

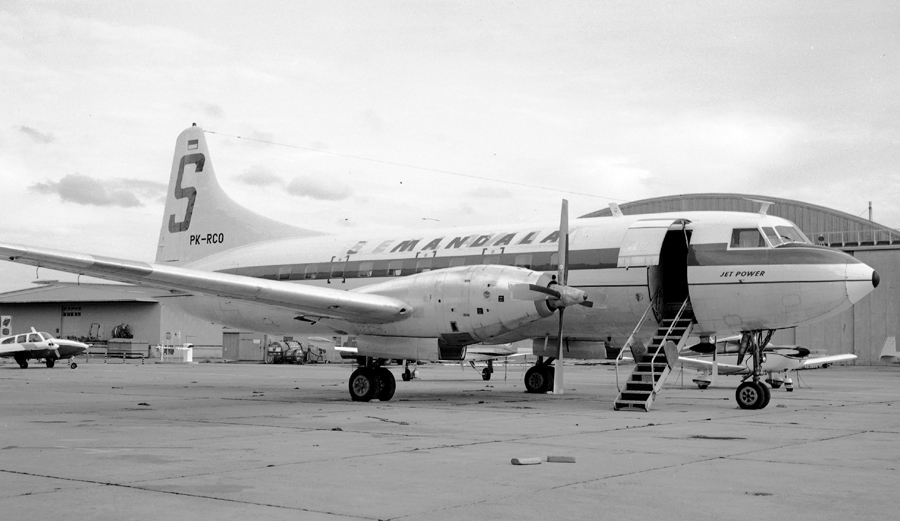
Un Convair CV-600 de Mandala en 1970. On aperçoit encore le "S", logo de Seulawah Air Services, sur la dérive de l'appareil.

En 1972 Mandala acquiert Seulawah Air Services, une autre compagnie appartenant à des militaires.

## Destinations
Tigerair Mandala a repris son activité en décembre 2012 avec un vol quotidien Jakarta-Medan. La compagnie devait également inaugurer comme sa première destination internationale Kuala Lumpur en Malaisie. En fait, quelques jours plus tard, Tiger Airways Mandala ouvrait une route Medan-Singapour le 20 avril 2012.
Les destinations de Mandala sont à ce jour (juillet 2013) :
- Indonésie
  - Java & Bali
    - Denpasar
    - Jakarta [Hub]
    - Surabaya
    - Yogyakarta

  - Sumatra
    - Medan
    - Medan
    - Pekanbaru [Hub][3]

- Hong Kong
  - Hong Kong
- Malaisie
  - Kuala Lumpur
- Singapour
  - Singapour [Hub]
- Thaïlande
  - Bangkok

Destinations abandonnées (desservies par Tiger Airways Mandala)
- Jakarta - Pontianak
- Padang - Singapour (suspendue)
- Surabaya - Denpasar (suspendue)

Destinations abandonnées (desservies par l'ancienne Mandala Airlines)
- Australie - Perth
- Indonésie - Ambon, Balikpapan, Banda Aceh, Bandar Lampung, Banjarmasin, Batam, Bengkulu, Gorontalo, Jambi, Kendari, Kupang, Makassar, Malang, Manado, Mataram, Palembang, Palu, Pangkal Pinang, Semarang, Sorong, Tarakan
- Macao - Macao

## Flotte

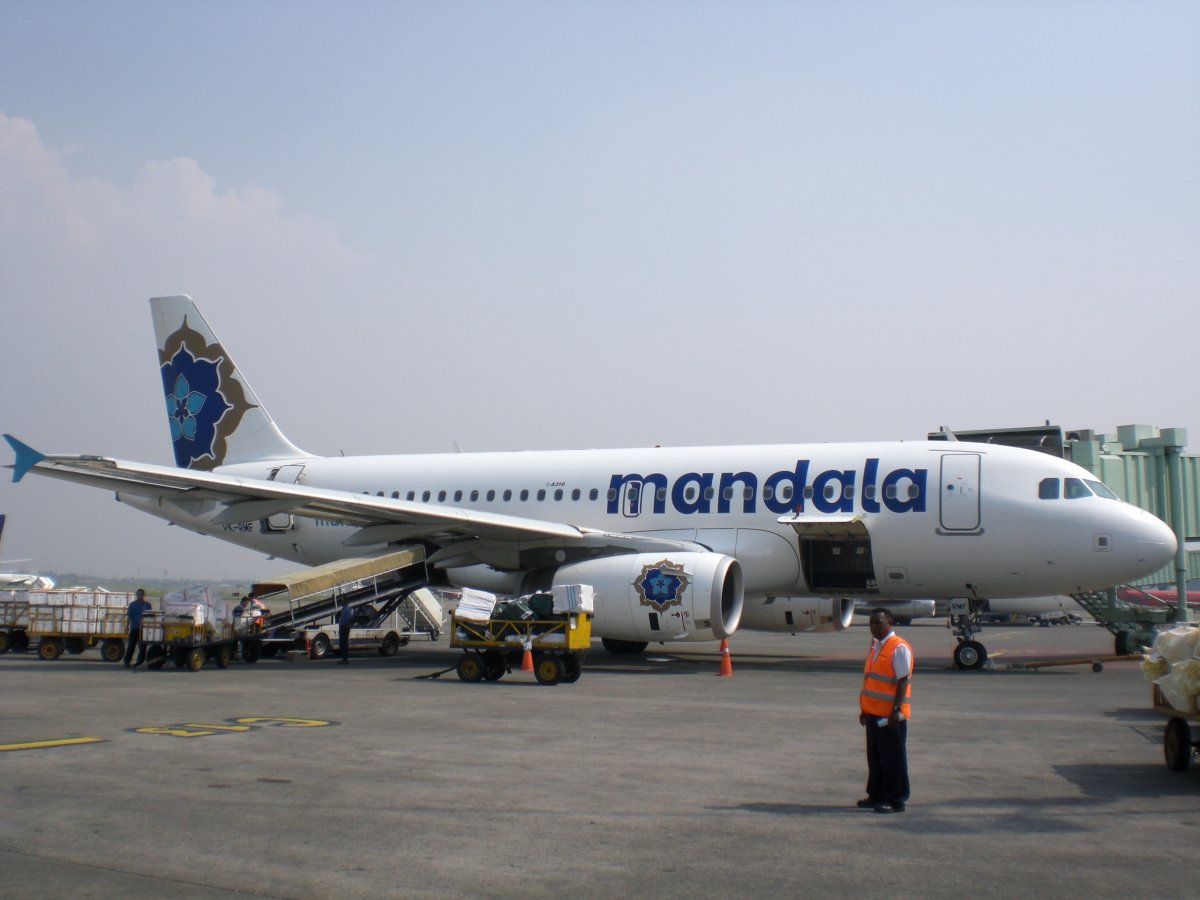
Un Airbus A319-100 de Mandala sur l'aéroport international de Jakarta Soekarno-Hatta (mai 2008).

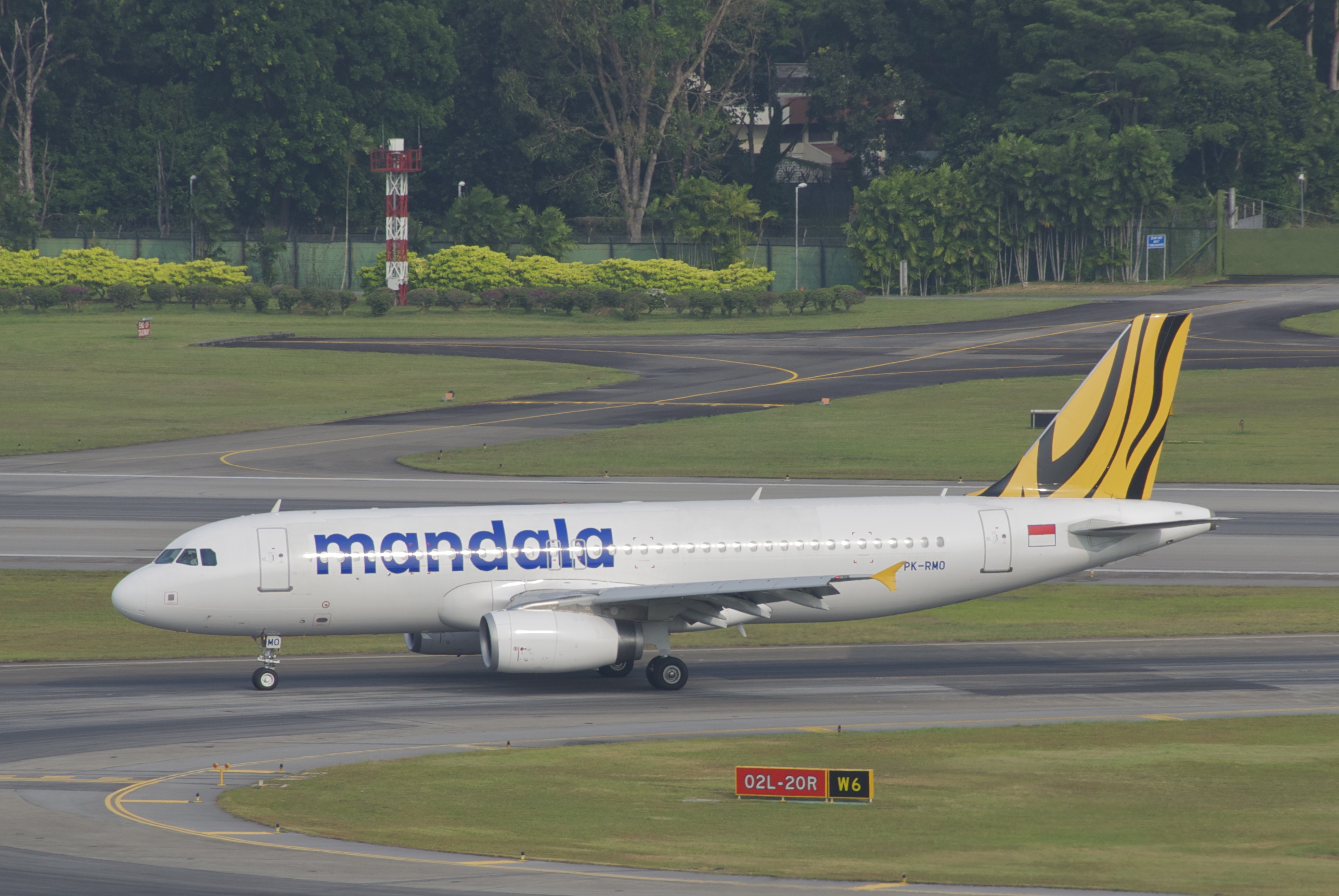
Un Airbus A320-200 de Tigerair Mandala dans la nouvelle livrée.

La flotte de Mandala est constituée de (décembre 2013) :
Le dernier Boeing 737-400 a été retiré du service en janvier 2009.
Le 5 avril 2013, le principal actionnaire Sandiaga Uno, responsable des investissements de PT Saratoga Investama Sedaya, la société indonésienne qui détient 51 % du capital de Mandala, annonce que la compagnie va acheter 18 Airbus A320 d'ici 2014.

## Liste noire de l'Union européenne
Le 14 juillet 2009, la Commission européenne annonce le retrait de quatre compagnies indonésiennes de cette liste. Il s'agit de Garuda Indonesia, Airfast Indonesia, Mandala et Premiair.

## Accident
Un Boeing 737-200 de la Mandala Airlines, effectuant le vol 091, transportant 112 passagers et cinq membres d'équipage à bord, s'écrase le lundi 5 septembre 2005 en plein cœur de la ville de Medan, sur l'île de Sumatra, faisant 149 victimes, dont 49 personnes au sol. Un responsable de Mandala Airlines indique que le Boeing accidenté datait de 1981, qu’il avait 50 000 heures de vol et qu’il devait être réformé en 2016.